# St. Kornelius (Grotenrath)

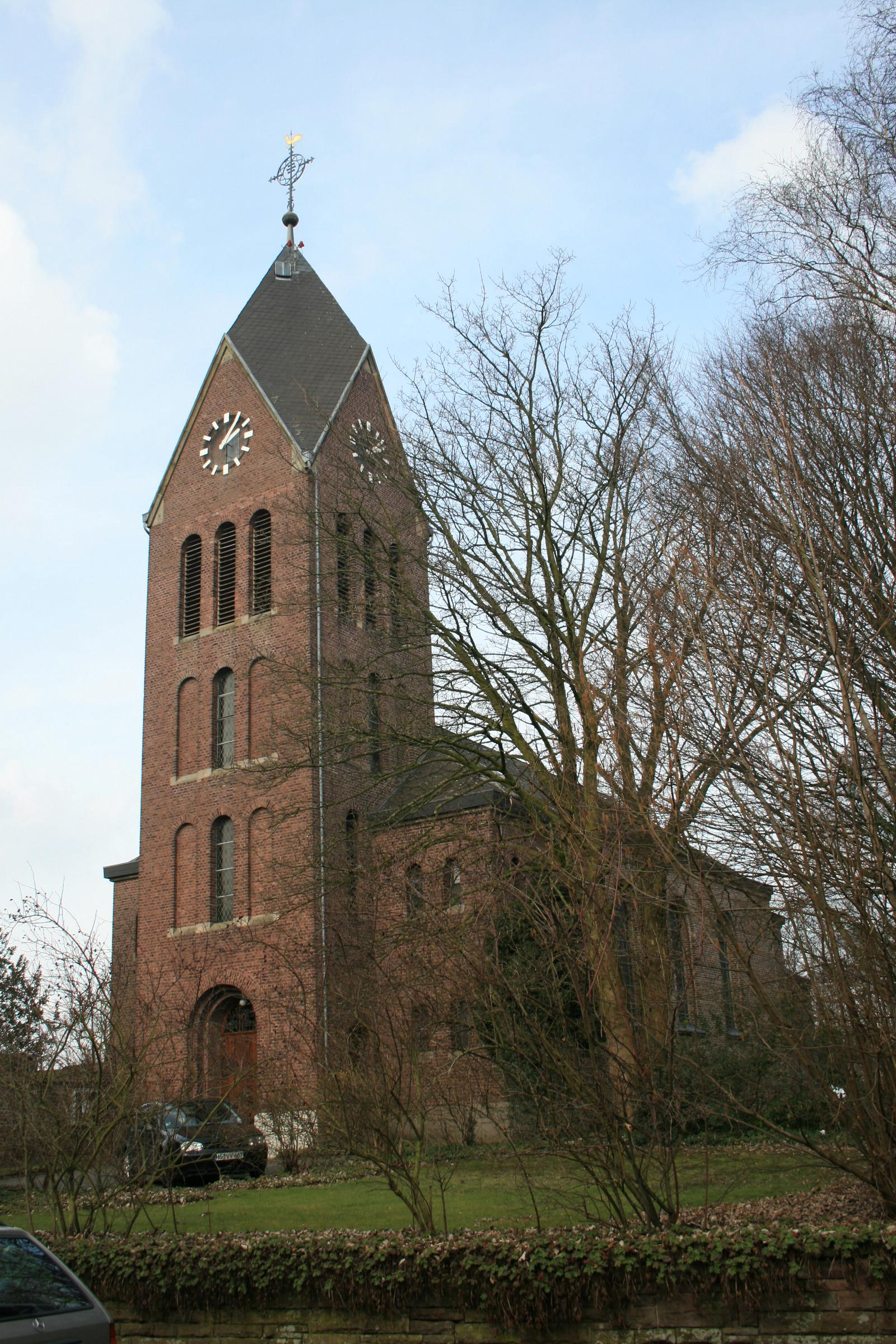
Korneliuskirche in Grotenrath

Die römisch-katholische Kirche St. Kornelius im Ortsteil Grotenrath in der Stadt Geilenkirchen in Nordrhein-Westfalen steht als Baudenkmal unter Denkmalschutz. Die Kirche St. Kornelius der gleichnamigen Pfarrei gehört zur Gemeinschaft der Gemeinden St. Bonifatius, Geilenkirchen in der Region Heinsberg des Bistums Aachen.

## Lage
Die Kirche steht in der Ortsmitte an der Corneliusstraße auf einer leichten Anhöhe. Auf der heutigen Freifläche um die Kirche lag früher der Friedhof. Das Pfarrhaus liegt in unmittelbarer Nähe.

## Geschichte
Nachdem man 1841 mit Sammlungen zum Bau einer eigenen Kirche begonnen hatte, wurde am 17. Oktober 1844 der Grundstein des Baus nach Plänen von Johann Baptist Cremer aus Linnich gelegt. Am 30. August 1847 wurde die Kirche benediziert. Die feierliche Weihe war am 4. Oktober 1867. 
Die Sakristei wurde 1869 im Osten vor dem Chor gebaut. 1911 entfernte man den Dachreiter und errichtete einen viergeschossigen Westturm mit seitlichen zweigeschossigen Anbauten. Planung und Ausführung erfolgte durch Peter Heinemann und Johann Granderath aus Geilenkirchen. 1954 wurde die Kirche renoviert und die Kassettendecke angebracht.

## Architektur
Bei der Kirche handelt es sich um einen Backsteinsaalbau mit rungbogig geschlossenen Fenstern in drei Achsen. Dem Rechteckchor ist die Sakristei vorgebaut. Die Decke ist eine flache Kassettendecke. Die Westturmseiten schließen in spitzen Giebeln und Rhombendach.

## Ausstattung
- Die Orgel mit 16 Registern auf zwei Manualen und Pedal sowie elektrischer Traktur aus dem Jahre 1962 wurde von Heinz Wilbrand aus Übach-Palenberg gebaut.[2]
- Am Kirchturm ist eine Turmuhr mit vier Zifferblättern angebracht.
- Hochaltar aus 1650 von Erasmus Kern, aus Feldkirch, Muttergottesfigur aus Nussbaumholz, Altarbild mit der Krönung Mariens, Predigtkanzel, mehrere Heiligenfiguren. Dieser Altar, der als größtes Werk von Erasmus Kern gilt, wurde ursprünglich für die Pfarrkirche Eschen in Liechtenstein geschaffen und im 19. Jahrhundert nach Grotenrath verkauft.[3]
- Die Buntverglasung stammt zum größten Teil aus dem 19. Jahrhundert (1850 und 1895), vereinzelt aber auch aus dem Jahr 1948.[4]

## Glocken
Im Jahr 1911 goss die Glockengießerei Otto aus Hemelingen/Bremen drei Bronzeglocken für die St.-Kornelius-Kirche. Die mittlere Glocke wurden kriegsbedingt eingeschmolzen. Nach dem Zweiten Weltkrieg goss Otto 1956 die mittlere Glocke neu. So hängen heute im Kirchturm drei Otto-Glocken aus den Jahren 1911 und 1956.
- Glocke 1 mit einem Durchmesser von 1380 mm wiegt 1650 kg und klingt mit dem Schlagton d′
- Glocke 2 mit einem Durchmesser von 1241 mm wiegt 1250 kg und klingt mit dem Schlagton e′
- Glocke 3 mit einem Durchmesser von 1090 mm wiegt 800 kg und klingt mit dem Schlagton fis′